# 印卡瓦哈南山
10°29′55″S 77°21′50″W / 10.49861°S 77.36389°W
印卡瓦哈南山（Inca Huajanan），是秘魯的山峰，位於該國北部安卡什大區，由奧克羅斯省的阿卡斯區負責管轄，屬於安地斯山脈的一部分，海拔高度3,200米。